# Campeonato Mundial de Snowboard de 2007
O Campeonato Mundial de Snowboard de 2007 foi a sétima edição do Campeonato Mundial de Snowboard, organizado pela Federação Internacional de Esqui (FIS). A competição foi disputada entre os dias 14 de janeiro e 20 de janeiro, em Arosa na Suíça.

## Medalhistas

### Masculino
| Evento                  | Ouro                      | Prata                         | Bronze                        |
| Big air                 | Mathieu Crepel · França   | Antti Autti · Finlândia       | Jane Korpi · Finlândia        |
| Halfpipe                | Mathieu Crepel · França   | Kazuhiro Kokubo · Japão       | Brad Martin · Canadá          |
| Snowboard cross         | Xavier de Le Rue · França | Seth Wescott · Estados Unidos | Nate Holland · Estados Unidos |
| Slalom gigante paralelo | Rok Flander · Eslovênia   | Philipp Schoch · Suíça        | Heinz Inniger · Suíça         |
| Slalom paralelo         | Simon Schoch · Suíça      | Philipp Schoch · Suíça        | Rok Flander · Eslovênia       |

### Feminino
| Evento                  | Ouro                                | Prata                    | Bronze                    |
| Halfpipe                | Manuela Pesko · Suíça               | Soko Yamaoka · Japão     | Paulina Ligocka · Polónia |
| Snowboard cross         | Lindsey Jacobellis · Estados Unidos | Sandra Frei · Suíça      | Helene Olafsen · Noruega  |
| Slalom gigante paralelo | Ekaterina Tudegesheva · Rússia      | Amelie Kober · Alemanha  | Fränzi Kohli · Suíça      |
| Slalom paralelo         | Heide Nuerurer · Áustria            | Marion Kreiner · Áustria | Doresia Krings · Áustria  |

## Quadro de medalhas
| Ordem | País           | Medalha de ouro | Medalha de prata | Medalha de bronze | Total |
| ----- | -------------- | --------------- | ---------------- | ----------------- | ----- |
| 1     | França         | 3               | 0                | 0                 | 3     |
| 2     | Suíça          | 2               | 3                | 2                 | 7     |
| 3     | Áustria        | 1               | 1                | 1                 | 3     |
| 3     | Estados Unidos | 1               | 1                | 1                 | 3     |
| 5     | Eslovênia      | 1               | 0                | 1                 | 2     |
| 6     | Rússia         | 1               | 0                | 0                 | 1     |
| 7     | Japão          | 0               | 2                | 0                 | 2     |
| 8     | Finlândia      | 0               | 1                | 1                 | 2     |
| 9     | Alemanha       | 0               | 1                | 0                 | 1     |
| 10    | Canadá         | 0               | 0                | 1                 | 1     |
| 10    | Noruega        | 0               | 0                | 1                 | 1     |
| 10    | Polónia        | 0               | 0                | 1                 | 1     |
|       | TOTAL          | 9               | 9                | 9                 | 27    |